# Pristoceuthophilus salebrosus
Pristoceuthophilus salebrosus är en insektsart som först beskrevs av Scudder, S.H. 1899.  Pristoceuthophilus salebrosus ingår i släktet Pristoceuthophilus och familjen grottvårtbitare. Inga underarter finns listade i Catalogue of Life.